# Văn Văn Của
Văn Văn Của (1927 – 17 tháng 8 năm 2003) là sĩ quan Quân lực Việt Nam Cộng hòa, cấp bậc Đại tá, cựu Đô trưởng Sài Gòn từ năm 1965 đến năm 1968. Sau năm 1975, ông bị chế độ mới bắt đưa đi học tập cải tạo suốt 4 năm liền rồi được thả về nhà hành nghề y và sau qua Pháp sinh sống cho đến cuối đời.

## Tiểu sử

### Thân thế và học vấn
Văn Văn Của sinh năm 1927 tại Phnôm Pênh, Campuchia, Liên bang Đông Dương.
Hồi trẻ, ông học Trung học Lycée Sisowath ở Phnôm Pênh. Sau theo gia đình về Sài Gòn năm 1949 rồi nhập học Trường Chasseloup Laubat. Năm 1950, ông vào Trường Đại học Y khoa Sài Gòn và tốt nghiệp Bác sĩ Y khoa năm 1957.

### Binh nghiệp và tham chính
Sau đó, ông nhập ngũ với cấp bậc Y sĩ Đại tá làm Y sĩ trưởng của Sư đoàn Nhảy dù từ năm 1957 đến năm 1964. Do vậy, ông được coi là Y sĩ hiếm hoi có bằng Nhảy dù Điều khiển đầu tiên. Đầu năm 1965, ông được bổ nhiệm giữ chức vụ Đô trưởng Sài Gòn cho đến năm 1968. Trong thời gian nhậm chức Đô trưởng Sài Gòn, ông nhiệt tình hỗ trợ cho những công tác thiện nguyện vì cộng đồng chẳng hạn như Chương trình Phát triển Quận 8.
Dịp Tết Mậu Thân đầu năm 1968, ông phải  vất vả đối phó triền miên với các cuộc tấn công của bộ đội cộng sản, xâm nhập từ phía Long An, Rạch Kiến vào các quận 6, 7, 8. Ít lâu sau, ông cùng hai sĩ quan bị trọng thương trong vụ máy bay trực thăng Mỹ bắn lầm vào nơi đóng quân của Bộ Chỉ huy An ninh tại Trường Phước Đức, Chợ Lớn làm thiệt mạng sáu sĩ quan vào ngày 1 tháng 6 năm 1968. Sau thời gian chữa bệnh, ông được cấp trên cho giải ngũ và cử đi Mỹ du học chuyên ngành Y tế Công cộng tại Đại học Tulane vào năm 1970.
Năm 1974, ông tốt nghiệp với văn bằng Tiến sĩ Y tế Công cộng rồi trở về nước giữ chức vụ Viện trưởng Viện Y tế Công cộng kiêm đặc trách các trại tỵ nạn chiến tranh Long Thành và Phú Quốc cho tới năm 1975.

### Sau năm 1975
Sau biến cố 30 tháng 4 năm 1975, gia đình ông di tản kịp thời, riêng ông bị kẹt lại ở Sài Gòn và phải đi học tập cải tạo mãi tận ngoài Bắc tới tháng 12 năm 1979 mới được trả tự do.
Trong thời gian cải tạo tại trại giam số 5 ở Thanh Hóa đã xảy ra chuyện một số người quá khích lôi kéo trại viên la hét, đưa yêu sách, không chịu lao động. Ông cùng Giám thị Trại giam Đỗ Năm giúp ổn định trật tự trong trại. Nhờ am hiểu Đông y mà ông được chuyển từ đội sản xuất về trạm xá, rồi chế ra nhiều bài thuốc từ cỏ cây trên núi và chữa lành bệnh cho rất nhiều trại viên, cán bộ trong trại.
Vừa ra tù xong, ông phải về làm việc bên Viện Da Liễu và được phép mở phòng mạch châm cứu tại nhà với rất đông bệnh nhân đến xin chữa trị.
Những năm cuối đời, ông qua Pháp định cư và mất ngày 17 tháng 8 năm 2003 tại Orsay, vùng tây nam ngoại ô Paris, hưởng thọ 76 tuổi.

## Hồi ký
- Mộng Không Thành, Tạp chí Y Tế, 2000.